# Colombias vicepresident
Colombia's vicepresident, formelt Vicepresidente de Colombia, är den näst högsta positionen i den colombianska regeringen. Befattningens existens fastställs i den colombianska konstitutionen. Vicepresidenten väljs tillsammans med presidenten genom direkta val.
Av de 34 presidenterna i Colombia har tre också varit vicepresidenter. Vicepresidenten kan också, på begäran av presidenten eller på egen vilja, leda ett departement.
Francia Márquez är den 13:e och nuvarande vicepresidenten i Colombia. Han tillträdde kontoret den 7 augusti 2022.
Eftersom vicepresidenten, liksom presidenten själv, väljs genom direkta val, kan presidenten inte avsätta vicepresidenten; Istället måste vicepresidenten på eget initiativ lämna in sin avskedsansökan till kongressen för att avgå före utgången av sin mandatperiod.  Samma förfarande gäller även för presidenten.

## Kvalifikationer
Vicepresidenten är först i kö för att efterträda presidentskapet och blir därför president om den sittande presidenten dör eller förlorar sitt uppdrag i förtid. Konstitutionen slår fast att om vicepresidenten också dör eller förlorar sitt uppdrag, kommer en av de kabinettsmedlemmar som står honom närmast i ordningsföljden att bli tillförordnad president, medan kongressen efter 30 dagar väljer en ny tillförordnad president tills den nuvarande presidentens mandatperiod tar slut. Den nya presidenten måste vara medlem i samma politiska parti eller rörelse som presidenten och vicepresidenten ursprungligen tillhörde.